# Patricia Mirallès
Pour les articles homonymes, voir Miralles.
Patricia Mirallès, née le 22 août 1967 à Montpellier (Hérault), est une femme politique française.
Membre du parti Renaissance, elle est députée de la 1re circonscription de l'Hérault de 2017 à 2022. Elle est nommée, le 4 juillet 2022, secrétaire d'État chargée des Anciens Combattants et de la Mémoire dans le gouvernement Élisabeth Borne. Elle est reconduite dans le gouvernement Gabriel Attal, jusqu'au 21 septembre 2024.
Le 23 décembre 2024, elle est nommée ministre déléguée chargée de la Mémoire et des Anciens Combattants dans le gouvernement François Bayrou.

## Biographie

### Famille
Fille de rapatriés d'Algérie, elle grandit dans les quartiers du Lemasson et Croix d'Argent, à Montpellier. Après une formation d'esthéticienne, elle commence à travailler à l'âge de dix-huit ans, avant de créer une entreprise quatre ans plus tard.

### Parcours politique
Elle quitte le Parti socialiste en 2012. En 2014, elle est adjointe à la mairie de Montpellier,.
En 2015, elle est élue avec Philippe Saurel aux élections départementales dans le canton de Montpellier-4, elle démissionne alors de son mandat d'adjointe à la mairie de Montpellier en raison de la loi sur le non-cumul des mandats.
Elle est élue députée sous l'étiquette La République en marche (LREM) dans la première circonscription de l'Hérault au second tour des élections législatives de 2017 face à France Jamet (Front national),.
Elle quitte LREM en février 2020, reprochant au parti d'avoir investi Patrick Vignal contre sa liste municipale avec le maire sortant Philippe Saurel aux élections municipales de 2020 à Montpellier. Elle déclare avoir été victime d'« attaques personnelles » de la part de « l'entourage » de Patrick Vignal.
En février 2021, sa proposition de résolution « portant reconnaissance et accompagnement des personnes atteintes de Covid-long » est adoptée à l'unanimité par l'Assemblée nationale. Elle contribue, avec l'Agence régionale de santé d'Occitanie, à la mise en place de la labellisation de structures de soin dédiées au Covid-long.
En 2021, elle est nommée rapporteure d'un projet de loi mémorielle sur les harkis,.
Elle est investie candidate aux élections législatives de juin 2022 par LREM sur la première circonscription de l'Hérault, dont elle est la députée sortante, et réélue.
Le 4 juillet 2022, elle est nommée secrétaire d'État chargée des Anciens Combattants et de la Mémoire dans le gouvernement Élisabeth Borne. Le 8 février 2024, elle est renommée au même poste dans le gouvernement Gabriel Attal.
Aux élections législatives anticipées de 2024, arrivée troisième à l'issue du premier tour avec 22,54 % des voix, elle décide de se désister. Elle déclare avoir été « victime de menaces et de pressions » et annonce appeler au calme et au front républicain.
Non reconduite au sein du gouvernement Michel Barnier, nommé à la suite de la dissolution de l'Assemblée nationale, elle retrouve ses fonctions ministérielles dans le gouvernement François Bayrou, le 23 décembre 2024, en tant que ministre déléguée chargée de la Mémoire et des Anciens Combattants.

## Controverses